# Mongolië op de Olympische Winterspelen 2018
Mongolië was een van de deelnemende landen aan de Olympische Winterspelen 2018 in Pyeongchang, Zuid-Korea.
Bij de veertiende deelname van het land aan de Winterspelen werd voor de dertiende keer deelgenomen in het langlufen. Van de twee deelnemers nam Otgontsetseg Chinbat  voor de tweede keer deel. Debutant Achbadrakh Batmunkh was de vlaggendrager bij de openingsceremonie.

## Deelnemers en resultaten
(m) = mannen, (v) = vrouwen 

### Langlaufen
| Olympiër (deelname)      | Onderdeel             | Resultaat | Prestatie         |
| ------------------------ | --------------------- | --------- | ----------------- |
| Achbadrakh Batmunkh      | 15 km vrije stijl (m) | 97e       | 41.40,4 (+7.56,5) |
|                          |                       |           |                   |
| Otgontsetseg Chinbat (2) | 10 km vrije stijl (v) | 84e       | 32.52,1 (+7.51,6) |